# Akira Higashi
Akira Higashi (japanska: 東 輝), född 7 januari 1972 i Niki på ön Hokkaidō, är en japansk backhoppare. Han representerar Nippon Kucho Service Ski Team.

## Karriär
Akira Higashi debuterade i världscupen på hemmaplan i Sapporo 17 december 1988. Han blev nummer 14 i sin första världscuptävling. Han kom på prispallen första gången i en världscuptävling i stora backen i Sapporo 20 december 1992. Han har även en världscupsäger från Planica i Slovenien 23 mars 1997. Säsongen 199271993 var hans bästa i världscupen hittills. Då blev han nummer 20 totalt. I tysk-österrikiska backhopparveckan blev han nummer 21 säsongen 2004/2005, hans bästa tävling i backhopparveckan hittills.
Higashi tävlade i Skid-VM 1989 i Lahtis i Finland. Han blev nummer 20 i normalbacken och nummer 55 i stora backen. Under Skid-VM 1991 i Val di Fiemme i Italien startade han i den individuella tävlingen i stora backen och blev nummer 10. Han tävlade också i VM i Val di Fiemme 2003 då han blev nummer 38 i den individuella tävlingen i stora backen. I Lagtävlingen vann han en silvermedalj tillsammans med lagkamraterna Kazuyoshi Funaki, Hideharu Miyahira och Noriaki Kasai. I sitt hittills sista VM, i Oberstdorf 2005 blev han nummer 18 i normalbacken och nummer 9 i lagtävlingen i stora backen. 
Akira Higashi deltog i skidflygnings-VM 1998 i Heini Klopfer-backen och blev nummer 15. I VM 2002 i skidflygningsbacken Čerťák i Harrachov i Tjeckien. Under skidflygnings-VM 2004 i Planica i Slovenien blev han nummer 41 i den individuella tävlingen och nummer 5 i lagtävlingen.